# I puritani
I puritani (Els puritans) és una òpera en tres actes de Vincenzo Bellini, amb llibret del comte Carlo Pepoli, basat en l'obra de teatre Têtes rondes et Cavaliers de Jacques-François Ancelot i Joseph Xavier Saintine). Va ser estrenada al Théâtre-Italien de París el 24 de gener de 1835. Al mateix temps, Bellini va compondre una versió alternativa pensada per a la famosa cantant Maria Malibran, que havia de ser representada a Nàpols. No obstant això, aquesta segona versió no va ser representada fins al 10 d'abril de 1986 al Teatro Petruzzelli de Bari.
Narra el drama amorós d'Elvira i Arturo en plena Revolució entre els puritans, partidaris d'Oliver Cromwell, i els reialistes que donaven suport a la casa dels Estuard.
Tot i que el llibret és certament confús i poc creïble, la música de Bellini està entre la més acurada i bella que va compondre. L'obra va ser el resultat del desig de Bellini de compondre una òpera per al públic parisenc. En aquesta tascar va rebre el suport de Rossini, que en l'època triomfava a París.
Va ser l'última obra del compositor, que va morir 8 mesos després de la seua estrena.

## Origen i context
Bellini va compondre la seua darrera òpera en nou mesos, d'abril de 1834 a gener de 1835: una gestació insòlitament llarga per al que era habitual a l'època. Durant aquest període, el disseny dramatúrgic va patir nombrosos canvis i el compositor va haver de guiar pas a pas el treball de l'inexpert llibretista.
Inicialment estructurada en dos actes, l'òpera va ser dividida en tres actes poc abans de la seua estrena. Per a aquesta ocasió, i per consell de Rossini, Bellini va afegir un duet entre Giorgio i Riccardo, com a final del segon acte, que va substituir un breu recitatiu.
A la vespra de l'estrena, la durada excessiva de l'obra va imposar el tall de tres peces, avui dia sovint reafegides:
- El cantabile del tercet entre Arturo, Riccardo i Enriqueta (acte I) Se il destino a te m'invola
- El cantabile del duet entre Arturo i Elvira (acte III) Da quel dì ch'io ti mirai
- La "stretta" del final (acte III) Ah! sento o mio bell'angelo

## Argument

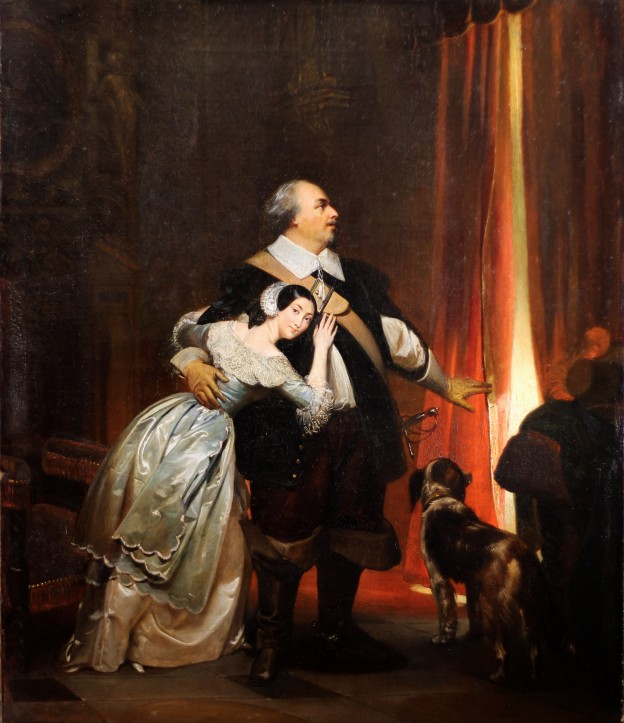
Luigi Lablache i Giulia Grisi a I puritani, Kings Theatre de Londres, 1835

L'acció té lloc a Anglaterra, durant la Guerra Civil Anglesa.

### Acte I
Una fortalesa prop de Plymouth, comandada per Lord Gualtiero Valton.
A l'alba, els soldats puritans anticipen la victòria sobre els reialistes. Riccardo, a qui Lord Valton li ha promès la mà d'Elvira, en tornar a Plymouth s'assabenta que aquesta està enamorada d'Arturo (un reialista), i que vol casar-se amb ell. Riccardo es confia Bruno ("Ah! Per sempre … Bel sogno beato").
A les habitacions d'Elvira, Giorgio revela que ha persuadit Lord Valton de respectar els desitjos d'Elvira. Aquesta esclata de joia.
Arturo arriba per a les noces i celebra la seua nova felicitat ("A te, o cara"). Valton ha de prendre a una misteriosa dama (sospitosa de ser una espia reialista) i portar-la davant del Parlament. Arturo descobreix que es tracta d'Enriqueta, vídua de l'executat rei Carles I. Elvira apareix amb el seu vel de noces ("Son vergin vezzosa"), i Arturo utilitza el vel per a disfressar Enriqueta, fent-la passar per Elvira, i ajudar-la a fugir. En el camí, es troben amb Riccardo, i quan aquest s'adona que la dona que l'acompanya no és Elvira, no té cap problema en deixar-los passar. Quan la fugida es descobreix, Elvira es creu abandonada i perd la raó ("Oh, vieni al tempio, fedele Arturo").

### Acte II
Altra part de la fortalesa. Giorgio descriu la bogeria d'Elvira ("Cinta di fiori"). Riccardo porta la notícia que Arturo és ara un fugitiu i que ha estat condemnat a mort per ajudar Enriqueta a fugir. Apareix Elvira, encara desequilibrada però enyorant Arturo ("Qui la voce …Vien, diletto"). Giorgio i Riccardo són de l'opinió que Elvira morirà de pena si Arturo mor, però també creuen que aquest ha de morir si lluita al costat dels reialistes en la imminent batalla ("Il rival salvar tu dei … Suoni la tromba").

### Acte III
En el camp, prop de la fortalesa, tres mesos després, Arturo és encara un fugitiu, però ha tornat per a veure Elvira. La sent cantar ("A una fonte afflitto e solo") i es reuneixen de nou ("Vieni fra le mie braccie"). Però Elvira tem que de nou hagen de separar-se, i efectivament Riccardo fa la seua aparició amb Giorgio i els soldats per a anunciar a Arturo la seua sentència de mort. Els soldats demanen l'execució d'Arturo, però Oliver Cromwell ha donat la seua paraula que, tot i haver triomfat sobre els reialistes, els presoners seran perdonats. Finalment els amants poden gaudir junts de la seua felicitat.

## Enregistraments
(Llista no exhaustiva)
- Richard Bonynge (director), Joan Sutherland (Elvira), Luciano Pavarotti (Arturo), Piero Cappuccilli (Riccardo), Nicolai Ghiaurov (Giorgio), Cor de la Royal Opera House, Covent Garden, Orquestra Simfònica de Londres, Record No: Decca 417 588-2 (3-CD)
- Tullio Serafin (director), Maria Callas (Elvira), Giuseppe Di Stefano (Arturo), Rolando Panerai (Riccardo), Nicola Rossi-Lemeni (Giorgio), Angelo Mercuriali (Bruno), Carlo Forti (Gualtiero Valton), Aurora Cattelani (Enrichetta), Cor i Orquestra de La Scala de Milà, Naxos 8.110259-60 or EMI 5856472 or EMI 5562752 (versió molt tallada)
- Riccardo Muti (director), Montserrat Caballé (Elvira), Alfredo Kraus (Arturo), Matteo Manuguerra (Riccardo), Agostino Ferrin (Giorgio) (EMI)